# Eva Fröjelin
Eva Håkansson Fröjelin, född 24 december 1951, är en svensk ämbetsman.
Eva Håkansson Fröjelin utbildade sig till socionom. Hon var kommundelschef och chef för näringslivssekretariatet i Örebro kommun, kommundirektör i Ale kommun 1996–2002, chef för den dåvarande regionala Kronofogdemyndigheten i Västra Götalands län 2004–2007 och regionskattechef i Västra Götaland och Halland 2007–2010. 
Eva Håkansson Fröjelin var generaldirektör för Ekobrottsmyndigheten från juni 2010 till oktober 2017. Hon var t.f. generaldirektör för Datainspektionen 2017–2018 och t.f. kommundirektör i Örebro kommun 2020–2021.